# 허관걸
허관걸(許冠傑, 쉬관제, 휘쿤킷, 1948년 9월 6일 ~ )은 중국의 배우 겸 가수다.
허관걸은 4남 1녀의 5남매 중 4남으로 태어났다. 영화 동방불패의 원작, 또는 전편격인 소오강호의 주인공이다. 키 180cm에 건장한 체격으로 이 좋은 체격 덕분에 액션 연기에서도 많이 활약했다.
맥가와 같이 출연한 영화 최가박당은 전세계적으로 큰 인기를 끌었으며 이로 인해 허관걸이 스타덤에 올랐다.
루안살성에서 장만옥과 연기하였다.

## 가족
- 4남 1녀 중 4남
- 아내: 레베카 플레밍(1951년생)
- 장남: 허회흔(1977년생)
- 차남: 허회곡(1978년생)

## 영화작품
- 소오강호
- 루안살성
- 미스터 부 시리즈

- 미스터부1: 반근팔냥

- 미스터부1 리마스터: 신반근팔냥

- 미스터부2: 귀마쌍성
- 미스터부3: 매신계
- 미스터부4: 천재여백치
- 미스터부5: 마등보표
- 미스터부6: 철판소

- 최가박당 시리즈

- 최가박당1: 최가박당
- 최가박당2: 대현신통
- 최가박당3: 여황밀령
- 최가박당4: 천리구자파
- 최가박당5: 신최가박당
- 최가박당 번외: 최가박당 지 취가박당

- 수호소전
- 대영가

## 음악활동

### 광동어
- 1974년 鬼馬雙星
- 1975년 天才與白痴
- 1976년 半斤八両
- 1978년 財神到
- 1978년 賣身契
- 1979년 79夏日之歌集
- 1980년 念奴嬌
- 1981년 摩登保鑣
- 1982년 最佳拍檔
- 1983년 最佳拍檔大顯神通
- 1983년 新的開始
- 1984년 最喜歡你
- 1985년 最緊要好玩
- 1986년 熱力之冠
- 1986년 宇宙無限 (EP)
- 1987년 潮流興夾Band
- 1987년 許冠傑新曲與精選
- 1988년 Sam and Friends
- 1989년 許冠傑89歌集
- 1990년 香港情懷90
- 1990년 90電影金曲精選
- 2004년 歌神與您繼續微笑(04)
- 2007년 人生多麽好

### 영어
- 1971년 Time of the Season
- 1974년 Morning After
- 1975년 Interlude
- 1977년 Came Travelling

## 관련 인물
- 허관문
- 장만옥
- 장국영